# Campus
Campus – wieś w Stanach Zjednoczonych, w stanie Illinois, w hrabstwie Livingston.